# Hà Đản Giáp
Hà Đản Giáp (chữ Hán: 河亶甲, trị vì: 1534 TCN – 1526 TCN), tên thật Tử Chỉnh (子整), là vị vua thứ 12 của nhà Thương trong lịch sử Trung Quốc.

## Thân thế
Hà Đản Giáp là con thứ của Thái Mậu (太戊) – vua thứ 9 nhà Thương và là em của các vua Trọng Đinh và Ngoại Nhâm – vua thứ 10 và 11 nhà Thương. Khoảng năm 1535 TCN, Ngoại Nhâm qua đời, Hà Đản Giáp lên nối ngôi.
Trong thời gian Hà Đản Giáp làm vua, chính trị nhà Thương lại suy kém khiến các chư hầu không phục. Sử ký Tư Mã Thiên có đề cập đến việc biến loạn trong cung đình nhà Thương trong việc truyền ngôi giữa các con của Thái Mậu và con cháu họ. Việc tranh chấp kéo dài trong nhiều thế hệ vua nhà Thương mà sử sách không nêu chi tiết. Sử ký chỉ cho biết tranh chấp kéo dài thêm 7 đời nữa.
Trong năm đầu tiên sau khi lên ngôi, ông dời đô sang đất Tướng (相). Năm thứ 3, một bộ trưởng của ông là Bành Bá (彭伯) chinh phục được nước Phi (邳). Năm thứ 4 ông phát động một cuộc tấn công chống lại các tộc người Lam Xích (蓝夷). Trong năm thứ 5 nước Tây An (侁人) thôn tính Ban Phương (班方) nhưng sau đó bị đánh bại bởi bộ trưởng của ông là Bành Bá và Vi Bá (韦伯) nên phải cử sứ đến Thương
Khoảng năm 1526 TCN, Ngoại Nhâm qua đời. Ông ở ngôi tất cả chín năm. Con ông là Tổ Ất (祖乙) lên nối ngôi .
Giáp cốt văn khai quật tại Ân Khư ghi ông là vua thứ 11 của nhà Thương và được nối ngôi bởi em là Tổ Ất .